# Ubuntu Edge
Ubuntu Edge va ser una proposta d'un telèfon intel·ligent de perfil alt anunciat per Canonical Ltd. el 22 de juliol de 2013. Canonical estava cercant finançar col·lectivament una producció de al voltant de 40.000 unitats a través d'Indiegogo. Va tindre l'objectiu més alt de qualsevol projecte finançat col·lectivament fins avui, $32.000.000 en una campanya d'un mes. L'Edge no estava destinat a entrar en producció en massa després del seu llançament inicial, sinó per a servir com una demostració per a les noves tecnologies de la indústria. L'Edge es va quedar curt en la seua meta de finançament, aconseguint només $12.808.906.
L'Edge va ser dissenyat com un dispositiu híbrid el qual funcionaria com un telèfon intel·ligent de gamma alta (amb Ubuntu touch i Android), o quan fóra utilitzat amb un monitor, teclat i ratolí, seria capaç d'operar com un ordinador personal convencional fent servir Ubuntu. L'Ubuntu Edge va ser també dissenyat per a suportar arrencada dual, i per a ser fet servir al costat d'Android.